# Honda 145
Honda 145 – samochód osobowy klasy kompaktowej, produkowany przez koncern Honda w latach 1972–1974 jako następca Hondy 1300.

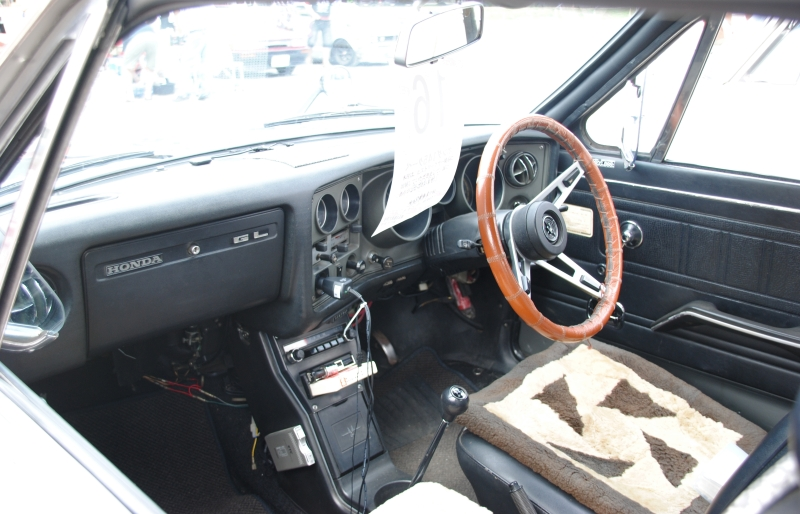
Wnętrze 145

Auto ponownie oferowane zostało w wersjach sedan i coupé. Kosmetycznie niewiele różniło się od 1300, choć od razu w oczy rzuca się przednia maska auta. Silnik auta o pojemności skokowej 1433 cm³ był chłodzony wodą i był inspiracją dla nazwy auta. Rynek jednak nie był zachwycony autem ponieważ powoli na rynek wchodziła Honda Civic i wyprodukowano w sumie 9736 aut.